# Makó
Makó (romeno: Macǎu; yiddish: מאַקאָוו; tedesco: Makowa; slovacco: Makov) è una città di 23 727 abitanti situata nella contea di Csongrád-Csanád, nell'Ungheria meridionale. È la città natale del celebre giornalista Joseph Pulitzer.

## Amministrazione

### Gemellaggi
- Martinsicuro
- Jasło
- Miercurea Ciuc, dal 1990[1]